# 赵一曼
赵一曼（1905年10月25日—1936年8月2日），原名李坤泰，學名李一超，字淑宁，四川省宜宾县白花镇白花场村人，中國共產黨黨員，抗日烈士。

## 生平
赵一曼本名叫李坤泰，生于四川省宜宾县富裕家庭，原是个大家闺秀。赵一曼是她投身革命后另取的一个名字，为了保密及不牽連亲友，她不曾让亲友知道赵一曼就是李坤泰。
1926年2月28日考入宜宾女子中学（现宜宾第二中学）。读书时，被选为女中学生会常委兼交际股股长、宜宾妇联常委会主席。同年，宜宾特别支部成立时，她即由团员转为共产党员，同时担任宜宾妇联和学联党团书记。
1926年5月，“五卅”运动一周年时，正是抵制洋货的高潮。赵一曼按照中共的指示组织党团员在学生中宣传，抵制英国煤油轮船靠拢宜宾码头，学生们遭到了武装镇压，由此引发了全城罢工、罢市、罢课。
1926年10月，赵一曼考进武汉黄埔军校六期學生。1927年9月，被派往苏联进入莫斯科中山大学学习。

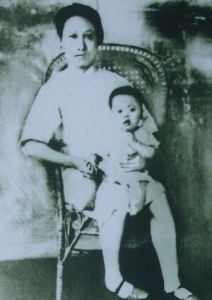
赵一曼与宁儿（陈掖贤）

1928年回国后，一直在上海等地从事秘密工作。1928年4月，赵一曼与湖南人陈达邦（1900—1966）结婚。婚后不久怀孕。11月，赵一曼回到上海。12月，被派到宜昌工作。在宜昌产下一子。取名“宁儿”（陈掖贤（1928年12月－1982年8月15日）。1930年，赵一曼带孩子回到上海，抱孩子寄养在陈达邦大哥陈岳云家。
1931年“九一八”事变后，赵一曼前往东北进行抗日活動。1932年任满洲总工会秘书，组织部长。1933年10月兼任哈尔滨总工会代理书记。1934年7月任中共珠河中心县委委员、县委特派员和妇女会负责人、铁北区委书记。
1935年任东北抗日联军第3军第1师第2团政委，同年冬腿受伤被俘。因为她的利用价值，关东军把她放在医院医伤。但是她说服了一个护士和看管她的满洲国士兵，帮她逃走，被日军追回。后遭到日本关东军拷打，但赵一曼始终拒絕招供。
1936年8月2日，被處死于珠河县（今黑龙江省尚志市）小北门外。

## 遗书
宁儿：

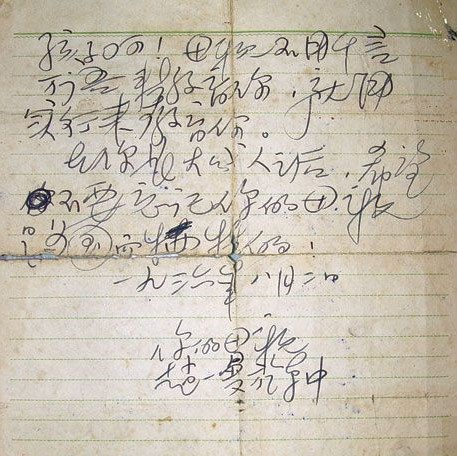
赵一曼的遗书

母亲对于你没有尽到教育的责任，实在是遗憾的事情。母亲因为坚决地做了反满抗日的斗争，今天已经到了牺牲的前夕了。母亲和你在生前是永久没有再见的机会了。希望你，宁儿啊！赶快成人，来安慰你地下的母亲！我最亲爱的孩子啊！母亲不用千言万语来教育你，就用实行来教育你。在你长大成人之后，希望不要忘记你的母亲是为国而牺牲的！
一九三六年八月二日

你的母亲赵一曼于车中
宁儿后来取名叫陈掖贤（1928年12月－1982年8月15日）。陈掖贤1955年从中国人民大学毕业，1982年自杀，终年55岁。陈掖贤有两个女儿，长女陈红在宜宾由李坤杰的长女肖幼青抚养成人，后来在成都某工厂工作。二女旅居于国外。

## 诗篇
1962年4月9日，郭沫若为赵一曼题写了一首诗篇：  
蜀中巾帼富英雄，石柱犹存良玉踪。（指明末著名女将军秦良玉）
四海今歌赵一曼，万民永忆女先锋。
青春换得江山壮，碧血染将天地红。
东北西南齐仰手，珠河亿载漾东风。

## 影视形象

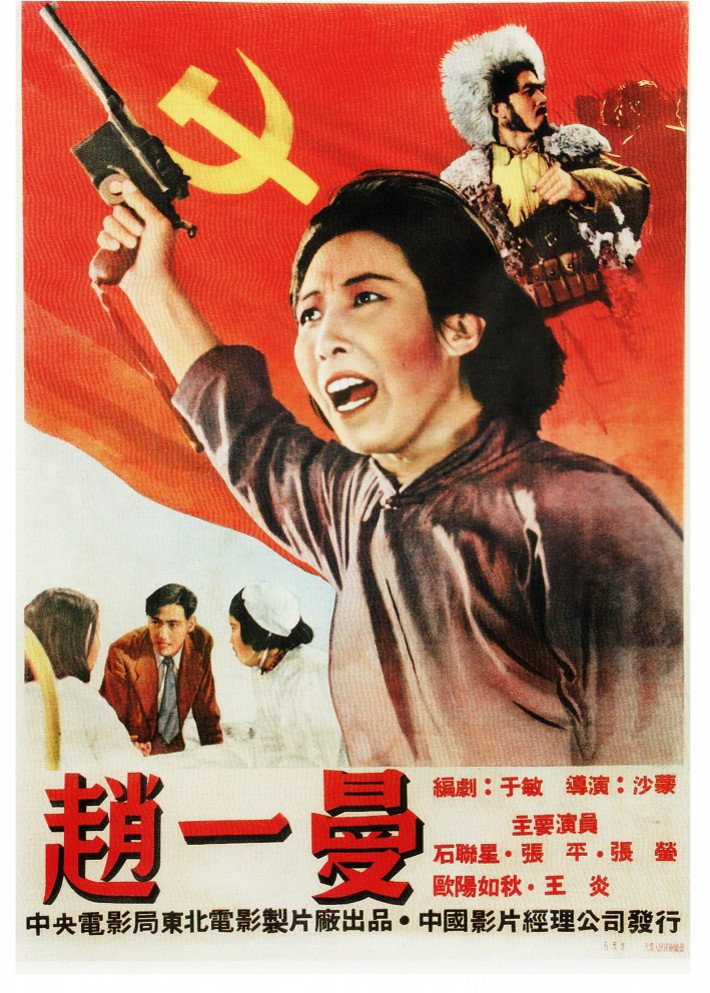
1950年电影《赵一曼》，石联星主演

- 《赵一曼》，东北电影制片厂1950年摄制，获第五届卡罗维发利电影节最佳女演员奖。导演沙蒙，主演石联星、张平、张莹。
- 《我的母亲赵一曼》，2005年上映。由福建电影制片厂和北京红日影业公司联合摄制。影片导演孙铁。张晗饰赵一曼。
- 《雪狼》，杨童舒饰赵一曼。

## 纪念地标
- 尚志市长寿乡一曼村
- 哈尔滨市南岗区一曼街
- 趙一曼故居
- 赵一曼纪念园

## 参看
- 陈掖贤
- 李秋岳

## 外部參考
- 悲歌：女英雄赵一曼被酷刑活剐
- 抗日女英雄 - 趙一曼
- 赵一曼孙女状告《遮蔽与记忆》作者维护人格权，2010年2月21日，文汇报
- 检察日报. . 新浪新闻. 2010-03-26  [2019-11-13]. （原始内容存档于2019-11-13）.